# Nguyên soái Nam Tư
Nguyên soái Nam Tư (tiếng Serbia-Croatia: Maršal Jugoslavije / Маршал угослввј; tiếng Slovene: Maršal Jugoslavije; tiếng Macedonia: Маршал на Југославија, đã Latinh hoá: Maršal na Jugoslavija) là cấp bậc quân sự cao nhất của Quân đội Nhân dân Nam Tư (tương đương với Nguyên soái), và đồng thời là một danh hiệu danh dự của Cộng hòa Liên bang Xã hội chủ nghĩa Nam Tư.

## Lịch sử của cấp bậc

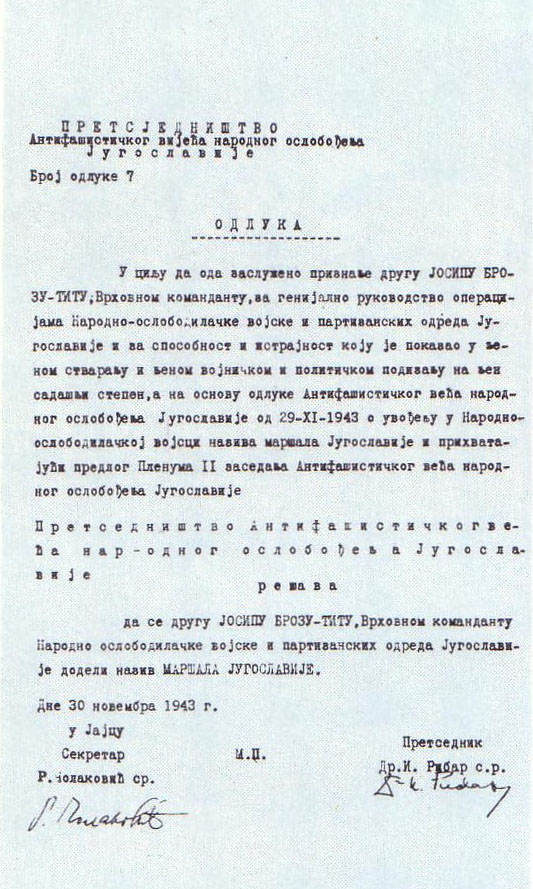
Quyết định của AVNOJ thăng cấp Tito lên cấp bậc Nguyên soái Nam Tư.

Người duy nhất từng giữ cấp bậc "Nguyên soái Nam Tư" là Josip Broz Tito, với thuật ngữ "Nguyên soái" trở thành đồng nghĩa với tên của ông ở Nam Tư. Ông đã nhận được nó tại phiên họp thứ hai của AVNOJ tại thị trấn Jajce của Bosnia vào ngày 29 tháng 11 năm 1943 và giữ nó cho đến khi ông qua đời vào ngày 4 tháng 5 năm 1980.

## Phụ tá cho Nguyên soái Nam Tư

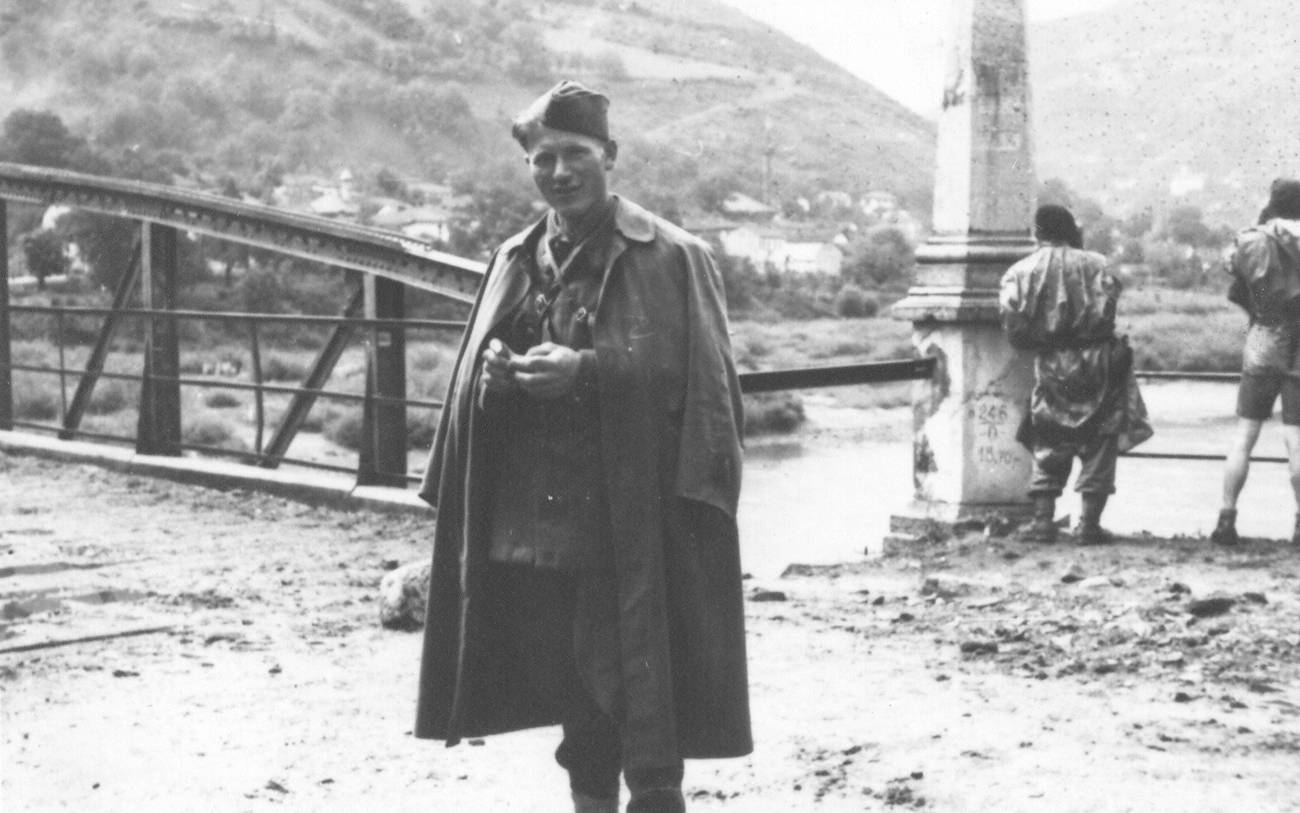
Thượng tướng Milan Žeželj (ảnh năm 1944), Phụ tá phục vụ lâu nhất cho Nguyên soái Nam Tư.

| No.    | Nhiệm kỳ  | Tên             |
| Cần vụ | Cần vụ    | Cần vụ          |
| ------ | --------- | --------------- |
| 1      | 1941      | Jaša Rajter     |
| 2      | 1941-1943 | Boško Čolić     |
| Phụ tá |           |                 |
| 1      | 1943-1945 | Boško Čolić     |
| 2      | 1945-1962 | Milan Žeželj    |
| 3      | 1962-1966 | Luka Božović    |
| 4      | 1966-1971 | Anđelko Valter  |
| 5      | 1971-1976 | Marko Rapo      |
| 6      | 1976-1977 | Đuka Balenović  |
| 7      | 1977-1979 | Tihomir Vilović |
| 8      | 1979-1980 | Zvonimir Kostić |

## Hình ảnh

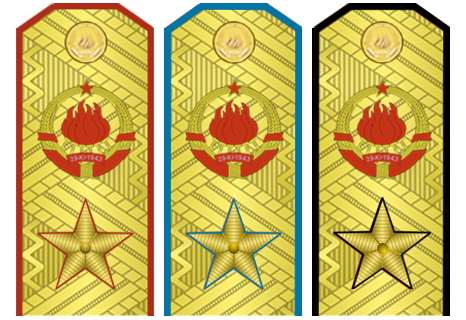
Cấp hiệu cầu vai Nguyên soái Nam Tư cho cả ba nhánh quân chủng của Quân đội Nhân dân Nam Tư: Lục quân, Không quân và Hải quân.
Cấp hiệu cầu vai Nguyên soái Nam Tư dùng cho Hải quân, 1947-1951.
Cấp hiệu Nguyên soái Nam Tư dùng cho Lục quân, 1943-1947.
Cấp hiệu Nguyên soái Nam Tư dùng cho Không quân, 1943-1947.
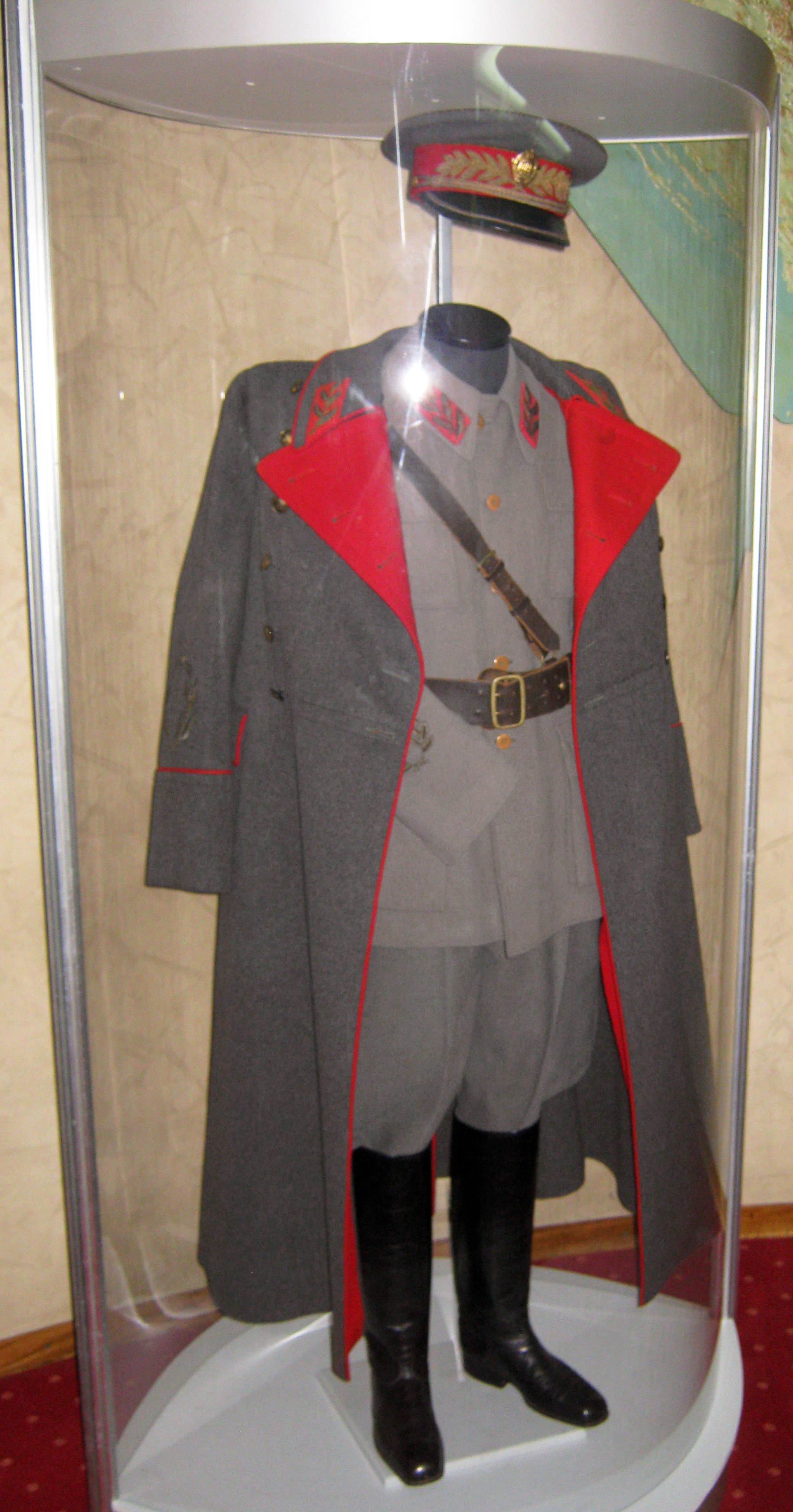
Quân phục Nguyên soái đầu tiên từ Chiến tranh giải phóng dân tộc.
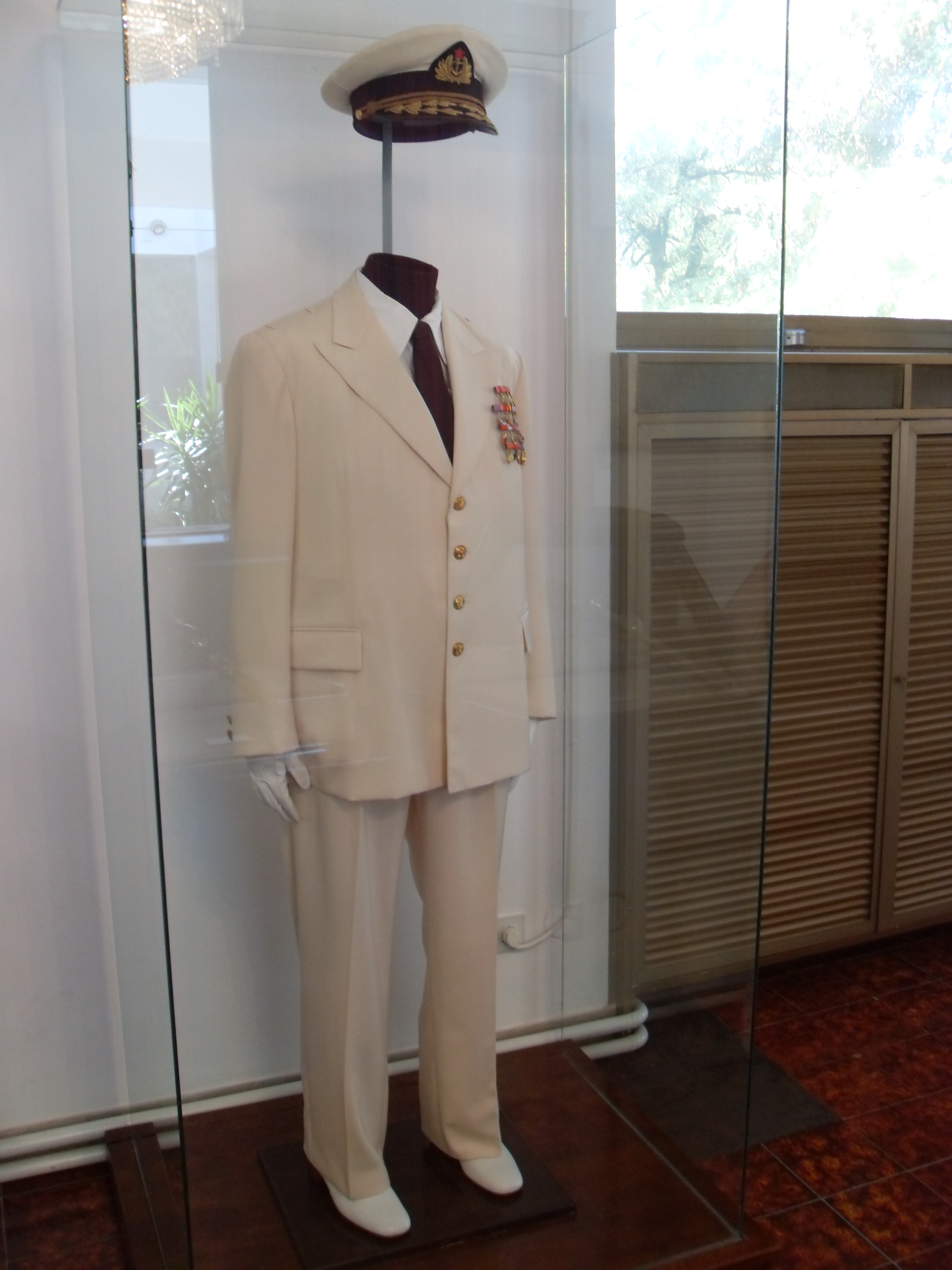
Quân phục Nguyên soái dùng trong Hải quân.